# Бутачиха
Бутачиха (местное название — Будачиха, в переводе с тюркских наречий — «Еловая поляна») — горная вершина в Солонешенском районе Алтайского края, наивысшая точка района (1949 м над уровнем моря), входящая в состав гор Бащелакского хребта.

## История
В 1930-е годы на горе скрывались бежавшие от репрессий жители населенных пунктов Солонешенского района. На огромной площади, в лесах и пещерах годами скрывалось «беглое от ссылки кулачество, рецидивисты, бежавшие из домов заключения и прочие антисоветские и контрреволюционные элементы». По утверждениям руководства района, гора являлась постоянной базой для вооружённых формирований.

## Хозяйственное использование
Местные жители на склонах горы собирают ягоды, грибы, заготавливают кедровый орех, добывают диких промысловых животных.
В 2012 г. за счёт средств гранта губернатора Алтайского края в сфере экологического воспитания и просвещения по инициативе местных жителей на горе была обустроена «экологическая тропа», убран оставшийся после туристов и добытчиков кедрового ореха мусор.